# Тончак
Тончак — река в России, протекает в Свердловской области и в Пермском крае. Левый приток реки Сабарды.

## География
Река Тончак берёт начало у южной окраины посёлка Ненастье. Течёт на юго-восток через леса. Устье реки находится в 12 км по левому берегу реки Сабарды. Длина реки составляет 12 км.

## Данные водного реестра
По данным государственного водного реестра России относится к Камскому бассейновому округу, водохозяйственный участок реки — Уфа от Нязепетровского гидроузла до Павловского гидроузла, без реки Ай, речной подбассейн реки — Белая. Речной бассейн реки — Кама.
Код объекта в государственном водном реестре — 10010201112111100021398.